# Utricularia kumaonensis
Utricularia kumaonensis (лат.) — небольшое однолетнее плотоядное растение, вид рода Пузырчатка (Utricularia). Произрастает в Бутане, северной Мьянме, китайской провинции Юньнань, Индии и Непале. Первоначально было описано Дэниелом Оливером в 1859 году, хотя Питер Тейлор утверждал в своей монографии 1989 года, что Майкл Пакенхэм Эджворт описал Diurospermum album в 1847 году как U. kumaonensis.